# Maria Assunta Pozio
Maria Assunta Pozio (falecida em 2018) foi uma matemática italiana conhecida pela sua pesquisa em equações diferenciais parciais, incluindo uma colaboração com a matemática suíça Catherine Bandle. Um número especial da Rendiconti di Matematica e delle sue Applicazioni foi dedicado à sua memória. Pozio recebeu um grau de Laurea (efectivamente equivalente a um PhD) da Universidade de Roma "La Sapienza" em 1977.